# Grabensee
Le Grabensee est un lac autrichien d'une superficie de 1,3 km2 qui se trouve au nord du land de Salzbourg.

## Source de la traduction
- (de) Cet article est partiellement ou en totalité issu de l’article de Wikipédia en allemand intitulé « Grabensee (Österreich) » (voir la liste des auteurs).